# Bo'ao
Bo'ao är en köping (zhèn, 镇) på den kinesiska ön Hainans östkust, och ingår administrativt i staden Qionghai.
Bo'ao är beläget där en flod möter havet, och precis vid mynningen finns en lång landtunga, "jadebältet", som skiljer deltat från havet.
I Bo'ao hålls varje år Boao Forum for Asia, där politiker från Asien och Australien samt även kända personer från världen i övrigt möts för att diskutera ekonomi och miljö.